# T-Mobile
T-Mobile (UCI kratica TMO) je nemško kolesarsko moštvo, ki deluje na področju mednarodnega cestnega kolesarstva. Ime nosi, kot večina ostalih cestnih kolesarskih ekip, po svojem lastniku in glavnemu sponzorju podjetju T-Mobile. Moštvo sodeluje v mnogih izvedbah vsakoletnega Grand Tour, kot sta denimo Tour de France in Giro d'Italia. Moštvo je od leta 2005 eno od 20, ki nastopajo v okviru elitnega UCI ProTour.